# 美華集團
美華集團又稱北京美华投资有限公司，是中華人民共和國一間大型投資集團，涉足金融投資和飯店經營、地產、對沖基金等領域，在中國大陸境內是少數企業擁有可以對民眾集資的執照。

## 概觀
1994年北京美华投资有限公司成立，初期10年間跨足地產業，開發美华社区、丽舍公寓、海润大厦、美华世纪大厦等大型案件。2005年跨足保險業與中石化、南方航空、中国铝业等国有企业共同发起成立陽光保險集團。並擁有艾丽华連鎖酒店、北京克啦克啦健康农场、北京慧洋教育諮詢等子公司。
2011年後注资1000万成立北京汇盈泰丰投资管理有限公司，成为中国首批对冲基金執照擁有方，同時成立海润财富（北京）资产管理有限公司，擁有對民眾集資的執照。當年底在韓國投資佳禾爱丽整形医院。
2013年後和北京大學合作成立邓小平故里发展基金，同年收購著名的連鎖企業宝盛典当行。2015年冠名投資內蒙古電視台的《金牌律師團》節目跨足媒體界。

## 同名
該公司常與山東美華集團、美國美華集團誤稱，但與這兩間公司沒有任何關聯。